# Petar Krešimir IV di Croazia
Petar Krešimir IV, detto il Grande (in latino Petrus Cressimirus; Venezia, ... – 1074), è stato re di Croazia dal 1059 fino alla sua morte.
Nato a Venezia, fu l'ultimo grande sovrano della dinasita dei Trpimirović, ramo dei Krešimirović. Sotto il suo governo il regno croato raggiunse la sua massima espansione territoriale. Governò da Nona e Zaravecchia. A Sebenico esiste una statua in suo onore e la città è anche detta «Krešimirgrad», cioè città di Cressimiro.

## Politica religiosa
Cressimiro succedette al padre Stefano I dopo la morte di quest'ultimo, nel 1058, e fu incoronato l'anno seguente. Continuò le politiche paterne finché non gli fu ordinato da papa Niccolò II di ricondurre la Chiesa croata alla liturgia latina, nel 1059 e nel 1060. L'ordine papale veniva a seguito del Grande Scisma del 1054, quando era necessario riaffermare la supremazia del papato nei Balcani settentrionali. Cressimiro e la nobiltà locale sostennero le disposizioni papali.
La nobiltà minore e i contadini però non videro di buon occhio tali riforme. Il clero croato era per lo più fedele alla tradizione ortodossa, anche nei costumi essi riproponevano la lunga barba dei monaci greci e la possibilità di sposarsi. Inoltre le celebrazioni liturgiche erano tenute nell'antica locale lingua slava (glagolitico), mentre il papa richiedeva da anni l'uso del latino.
Ciò causò una rivolta del clero contro l'imposizione del celibato e dell'uso della lingua latina nelle liturgie nel 1063: i sostenitori dei sacerdoti filo-ortodossi furono giudicati eretici al sinodo del 1064 e quindi scomunicati, con il consenso di Cressimiro IV. Duramente il re domò la rivolta e con altrettanta difficoltà riuscì a imporre le disposizioni pontificie, anche con l'intenzione di integrare definitivamente nel suo reame le popolazioni della Dalmazia.
D'altra parte riuscì a giovare della situazione potendo contrastare molti dei poteri feudali che crescevano nel suo Stato, anche grazie alla società urbana di Dalmazia, fino alla sua morte. I guadagni provenienti dalle città della costa aumentarono il potere di Cressimiro IV e il sovrano da parte sua incrementò lo sviluppo di altre città come Nona, Zaravecchia, Sebenico, Corino e Scardona. Dispose la costruzione di molti monasteri e donò diversi terreni dalmati alla Chiesa. Nel 1066 in una bolla concesse il monastero di Santa Maria di Zara a sua cugina (o sorella) Čika, badessa e fondatrice. Fondò poi un monastero benedettino a Zaravecchia.

## Politica territoriale
Krešimir estese ampiamente il confine croato lungo la costa adriatica e nell'entroterra verso est. Nominò capo del Banato di Slavonia Zvonimir, della casa nobiliare degli Svetoslavić, nonché suo principale consulente con il titolo di Duca di Croazia. Il fatto riportò definitivamente la Slavonia sotto l'autorità del Regno dei Croati, finita fino ad allora sotto l'egemonia politica ungherese.
Nel 1069 donò l'isola di Maon, presso Nona, al monastero di San Crisogono (Sveti Krševan) a Zara, "perché Dio onnipotente favorì l'espansione del suo regno per mare e per terra" (quia Deus omnipotenus terra marique nostrum prolungavit regnum), sottolineando che l'isola era propria del suo regno e della Dalmazia (nostram propriam insulam in nostro Dalmatico mari sitam, que vocatur Mauni).

## Relazioni con i bizantini e i normanni
Nel 1069 Cressimiro IV ebbe il riconoscimento da parte dell'Impero bizantino della sua supremazia incontrastata sulla Dalmazia, che era stata persa dai croati dopo le guerre di successione del 997. A quel tempo Bisanzio era in guerra sia con i Turchi Selgiuchidi in Asia sia con i Normanni nell'Italia meridionale, così Cressimiro IV ne approfittò e, rifiutando la nomina imperiale di proconsole o eparca, definì il suo territorio regnum Dalmatiae et Chroatiae.
Durante il regno di Cressimiro i Normanni si interessarono alle politiche dei Balcani e il re croato venne subito in contatto con loro. Dopo il 1071, con la battaglia di Manzikert in cui i Turchi Selgiuchidi sconfissero l'impero bizantino, i Serbi iniziarono una rivolta ai confini con la Macedonia; nel 1072 Cressimiro inviò il suo aiuto ai rivoltosi. Nel 1075 il conte Amico dei Normanni invase la Croazia dall'Italia meridionale, con il sostegno di Bisanzio per liberare le città dalmate. Amico assediò Arbe per quasi un mese e non riuscì a conquistare l'isola: riuscì però a prendere in ostaggio il re croato e in cambio della liberazione Cressimiro dovette cedere molte città dalmate come Zara, Spalato e Traù. Negli anni successivi i veneziani scacciarono i normanni e ripresero le città sotto il controllo della Serenissima. Ciononostante il re non fu mai liberato.

## Morte e successione
Alla fine del suo regno Cressimiro IV non aveva eredi maschi, ma solo una figlia di nome Neda. Suo fratello era pure morto e così la morte di Cressimiro IV significò la fine della dinastia inaugurata da Cressimiro III dei Trpimirović. Il re designò suo cugino e duca di Slavonia Zvonimir come erede legittimo, discendente di Svetoslav Suronja. Zvonimir prese il suo posto al governo e Cressimiro IV morì in una prigione normanna.
Nel 1075 Cressimiro fu seppellito nella chiesa di Santo Stefano a Salona, con altri duchi e re di Croazia. Alcuni secoli dopo gli ottomani distrussero la chiesa, scacciarono i monaci che la custodivano e distrussero le tombe.